# Didemnum spadix
Didemnum spadix är en sjöpungsart som beskrevs av Kott 200. Didemnum spadix ingår i släktet Didemnum och familjen Didemnidae. Inga underarter finns listade i Catalogue of Life.